# Edmond Joseph Klein
Edmond Joseph Klein, né le 12 juillet 1866 à Wiltz et mort le 29 décembre 1942 à Luxembourg, était un naturaliste et dramaturge luxembourgeois. 
On lui doit de nombreux articles scientifiques et surtout de vulgarisation scientifique traitant de botanique, de zoologie, d'agriculture et d'hygiène sociale.
Il fut surnommé « Pappa Klein ».

## Biographie
Edmond Klein termina ses études secondaires en 1885 à l'Athénée de Luxembourg, puis poursuivit des études de philosophie et de philologie, et plus tard des études de sciences naturelles et d'agronomie. En 1892 il obtint son diplôme de doctorat avec une thèse sur l'anatomie et à la physiologie des plantes, puis il enseigna la biologie d'abord à Diekirch et à partir de 1904 au lycée de Luxembourg. 
Jusqu'en 1934 il enseigna la botanique et la zoologie aux Cours supérieurs de la ville de Luxembourg.
Il fut membre de la Société d'hygiène sociale et scolaire, de l'Association nationale d'arboriculture et d'horticulture et de la Société des amis des musées.
Edmond Klein fut de 1923 à 1940 président de la Section des sciences naturelles, physiques et mathématiques de l'Institut grand-ducal. Il fut élu président de la Société des naturalistes luxembourgeois  en 1896, fonction qu'il exerça jusqu'en 1906.

## Œuvres

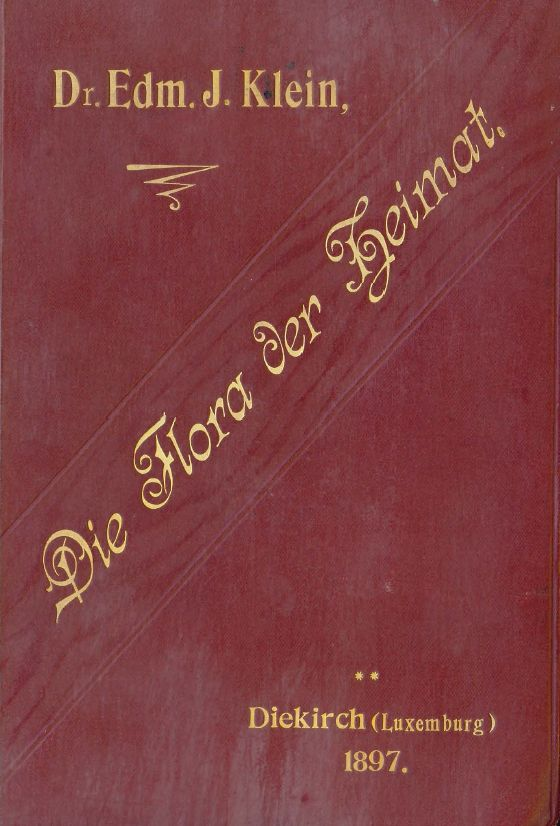
Die Flora der Heimat (1897)

### Scientifiques
- Klein, E.J., 1897. Die Flora der Heimat (sowie die hauptsächlichsten bei uns kultivierten fremden Pflanzenarten biologisch betrachtet. Eine Anleitung zur selbständigen Beobachtung der Lebens- und Anpassungserscheinungen in der Pflanzenwelt). 552 p., Buchdruckerei Justin Schroell, Diekirch.
- Klein, E.J., 1915. Die Mistel (Viscum album) und ihre Verbreitung im Grossherzogtum Luxemburg. Bull. Soc. Nat. luxemb. 25.1 (Festschrift 1915): 1-80, lire en ligne.
- Klein, E.J., 1916. Hymenophyllum tunbrigense (L.) Sm., das Juwel des Luxemburger Sandsteins. Ein Beitrag zur Pflanzengeographie des Großherzogtums. Bull. Soc. Nat. luxemb. 26 (1916): 242-245; 190-192; 204-210, lire en ligne.
- Klein, E.J., 1929. Die Verteilung der Flechten- und Moosvegetation auf dem Geländer der Neuen (Adolph-) Brücke. Bull. Soc. Nat. luxemb. 39 (1929): 126-127, lire en ligne.

Pour une bibliographie détaillée des articles de vulgarisation d'E.J. Klein dans le bulletin de la Société des naturalistes luxembourgeois, consulter :
- Massard, J.A., 1990. Livre du Centenaire. Bull. Soc. Nat. luxemb. 91: 231-309, lire en ligne.

### Linguistiques
- Klein, J., 1900. Über den Ursprung des Namens Kawéchelchen. Bull. Soc. Nat. luxemb. 10 (1900): 147.

## Reconnaissance

### Distinctions
- Commandeur de l'ordre de la Couronne de chêne (promotion 1935)[1].

### Hommages
Le nom d'Edmond Joseph Klein a été donné à :
- une partie du « parc de la Ville » de Luxembourg : le parc Edmond-Klein ;
- une rue de Diekirch : rue Edmond-Jean-Klein ;
- une variété de rose: Papa Klein ;
- un chalet du camp de scouts de Wiltz, la maison Papa Klein.